# 銀白光鰓魚
銀白光鰓魚（學名：Chromis alpha），又稱銀白光鰓雀鯛，是輻鰭魚綱鱸形目雀鯛科光鰓魚屬的其中一種，分布於印度太平洋區，從聖誕島到社會群島, 北至馬里亞納群島, 南至新喀里多尼亞、密克羅尼西亞海域，深度11至110公尺，本魚體呈橢圓形而側扁，體色綠色到褐色,鱗片邊緣深色, 腹部顏色變化成藍色，鰓蓋的邊緣與前鰓蓋骨是深褐色，臀鰭是藍色，背鰭硬棘13枚、背鰭軟條12-13枚、臀鰭硬棘2枚、臀鰭軟條11-13枚，體長可達8.5公分，棲息在水質清澈的潟湖和臨海礁石區，成群活動，以浮游生物為食，繁殖期時成對出現，雄魚會守護卵直到孵化，生活習性不明。